# Vinogràdovka (Khabàrovsk)
|  | Per a altres significats, vegeu «Vinogràdovka». |

Vinogràdovka (en rus: Виноградовка) és un poble del krai de Khabàrovsk, a Rússia, que el 2012 tenia 195 habitants. Pertany al districte rural de Viàzemski.